# Sộp
Sộp hay còn gọi đa sộp (danh pháp khoa học: Ficus subpisocarpa) là một loài thực vật có hoa trong họ Moraceae. Loài này được Gagnep. mô tả khoa học đầu tiên năm 1927.